# Caoutchouc-artikel
Het Caoutchouc-artikel ("rubberen artikel") is artikel 80 uit de Nederlandse Grondwet van 1887. Hierin werd het kiesrecht toegekend aan alle volwassen mannelijke inwoners die konden aantonen dat zij beschikten over "kenteekenen van geschiktheid en maatschappelijke welstand". Deze bepaling kwam in de plaats van het censuskiesrecht dat het kiesrecht voorbehield aan mensen die een minimumbedrag aan belasting betaalden. Doordat de begrippen "geschiktheid" en "maatschappelijke welstand" niet verder werden ingevuld bleek het in de volgende discussies over de uitbreiding van het kiesrecht mogelijk om de eisen uit het artikel steeds lager te stellen. Als gevolg hiervan steeg het percentage kiesgerechtigde mannen tussen 1890 en 1910 van 14 naar 65 %, zonder dat de grondwet gewijzigd hoefde te worden. Aan deze flexibiliteit dankte het artikel zijn naam "caoutchouc"-artikel.

## Consequenties voor het vrouwenkiesrecht

### Historische context
Hoewel vrouwen in de praktijk niet stemden, werd door noch de grondwet van 1848 noch de kieswet van 1850 vrouwen het kiesrecht expliciet ontzegd. Zodoende probeerde Aletta Jacobs, die aan de eisen van het censuskiesrecht voldeed, zich in maart 1883 op de kiezerslijst van gemeente Amsterdam te laten plaatsen. Dit werd haar echter achtereenvolgens geweigerd door de gemeente (in maart), de rechtbank (in april) en de Hoge Raad (in mei), omdat men van mening was dat de geest van de wet het vrouwenkiesrecht niet toestond.

### Commissie Heemskerk en artikel 80
Vanaf mei 1883 boog de commissie Heemskerk zich over de Grondwet om misverstanden op te helderen en de wet, indien nodig, te herzien. Naast de bovengenoemde mogelijkheden die de herziening van artikel 80 (oorspronkelijk artikel 76) bood voor het algemeen kiesrecht, ofwel het mannenkiesrecht, werd vrouwen het kiesrecht door artikel 80 expliciet ontzegd. De commissie beriep zich in deze keus o.a. op het arrest van de Hoge Raad in de zaak van Aletta Jacobs.

### Nasleep van artikel 80
De gebeurtenissen omtrent de grondwetswijziging in 1887 hadden duidelijke consequenties voor de rechtspositie van vrouwen en kleurden dan ook de verbeeldingen binnen de vrouwenbeweging. Zo werd artikel 80 in 1916, aan de vooravond van de invoer van algemeen kiesrecht en passief vrouwenkiesrecht, nog door Kee Groot, Lina Gratama en Mien van Wulfften Palthe-Broese van Groenou op de hak genomen in hun Parodie op de behandeling van artikel 80 of kakelen is geen eieren leggen. Uiteraard kwam artikel 80 ook in Jacobs' autobiografie Herinneringen van Dr. Aletta Jacobs aan bod.
Na de invoer van passief vrouwenkiesrecht in 1917, kregen vrouwen in 1919 dan ook het actief kiesrecht.